# Чиликта
Чиликта — село в Новоорском районе Оренбургской области России. Входит в состав Добровольского сельсовета.

## География
Село находится в восточной части Оренбургской области, в степной зоне, к востоку от озера Чиликта, на расстоянии примерно 45 километров (по прямой) к северо-востоку от посёлка Новоорск, административного центра района. Абсолютная высота — 284 метра над уровнем моря.
Климат
Климат характеризуется как резко континентальный, засушливый, с морозной зимой и жарким летом. Среднегодовая температура воздуха составляет 1,5 — 2 °C Средняя температура воздуха самого тёплого месяца (июля) — 21 °C (абсолютный максимум — 41 °C); самого холодного (января) — −17 °C (абсолютный минимум — −42 °C). Безморозный период длится в течение 130 −145 дней. Среднегодовое количество атмосферных осадков составляет 300—350 мм. Снежный покров держится в среднем около 130—145 дней в году.
Часовой пояс
Село Чиликта, как и вся Оренбургская область, находится в часовой зоне МСК+2. Смещение применяемого времени относительно UTC составляет +5:00.

## Население
| 2010 |
| ---- |
| 159  |

Гендерный состав
По данным Всероссийской переписи населения 2010 года в гендерной структуре населения мужчины составляли 45,3 %, женщины — соответственно 54,7 %.
Национальный состав
Согласно результатам переписи 2002 года, в национальной структуре населения казахи составляли 98 % из 285 чел.